# Stuart Beattie
Stuart Beattie (Melbourne, 1972) è uno sceneggiatore e regista australiano.

## Biografia
Ha studiato alla Knox Grammar School di Sydney, dove la madre era insegnante di lingue. Debutta con la sceneggiatura del film australiano Joey che racconta le avventure di un canguro. Nel corso degli anni ha scritto Collateral, Derailed - Attrazione letale e ha collaborato alla saga dei Pirati dei Caraibi.
Nel 2007 è uno degli sceneggiatori dell'horror di David Slade 30 giorni di buio e ha lavorato alla sceneggiatura di Australia, nuovo film di Baz Luhrmann.

## Filmografia

### Sceneggiatore
- Joey (1997)
- The Protector (1998)
- Shutter (1999)
- Kick (1999)
- La maledizione della prima luna (Pirates of the Caribbean: The Curse of the Black Pearl, 2003), regia di Gore Verbinski
- Collateral (2004), regia di Michael Mann
- Derailed - Attrazione letale (Derailed) (2005)
- Pirati dei Caraibi - La maledizione del forziere fantasma, regia di Gore Verbinski (2006)
- 30 giorni di buio (30 Days of Night) (2007)
- Pirati dei Caraibi - Ai confini del mondo, regia di Gore Verbinski (2007)
- Australia (2008), regia di Baz Luhrmann
- G.I. Joe - La nascita dei Cobra (G.I. Joe: The Rise of Cobra) (2009)
- Il domani che verrà - The Tomorrow Series (Tomorrow, When the War Began) (2010)
- Pirati dei Caraibi - Oltre i confini del mare, regia di Rob Marshall (2011)
- I, Frankenstein (2014)
- Pirati dei Caraibi - La vendetta di Salazar, regia di Joachim Rønning ed Espen Sandberg (2017)
- La battaglia di Long Tan (Danger Close: The Battle of Long Tan), regia di Kriv Stenders (2019)
- Obi-Wan Kenobi – miniserie TV, 6 puntate (2022)

### Regista
- Il domani che verrà - The Tomorrow Series (Tomorrow, When the War Began) (2010)
- I, Frankenstein (2014)

### Produttore
- La battaglia di Long Tan (Danger Close: The Battle of Long Tan), regia di Kriv Stenders (2019)